# Gruzijsko kazalište „Šota Rustaveli”
Gruzijsko kazalište "Šota Rustaveli" (gruz. შოთა რუსთაველის სახელობის აკადემიური თეატრი Shota Rustavelis Sakhelobis Akademiuri Teatri) najveće je i jedno od najstarijih kazališta u Gruziji, smješteno u Tbilisiju. Izgrađeno je u rokoko stilu 1887. godine, a od 1921. nosi ime po gruzijskom nacionalnom pjesniku Šoti Rustaveliju.

## Povijest i arhitektura
Zgrada je podignuta 1887. godine kao "Umjetničko društvo". Na zahtjev Umjetničkog društva, nekoliko poznatih umjetnika pozvano je da oslikaju freske na zidovima i stropovima. Na izradi slike su sudjelovali najpoznatiji gruzijski slikari Lado Gudiašvili i David Kakabadze, kao i poznati kazališni dizajner Sergej Sudejkin, koji je poznat po radu u Ballets Russes u Parizu i Metropolitan Operi. Dvoje drugih poznatih slikara, Mose i Irakli Toidze, pridružili su se projektu. Remek-djela koja su nekada krasila donji dio kazališta Rustaveli uništena su tijekom sovjetske vladavine, a do sada je obnovljen samo mali dio fresaka. Izgradnju kazališta financirao je gruzijski industrijalac Aleksandar Mantašev, a projektirali su ga Cornell K. Tatishchev i Aleksander Szymkiewicz, gradski arhitekti Tbilisija.
Od 2002. do 2005. godine, kazalište je podvrgnuto temeljitoj obnovi, koju je uglavnom financirao gruzijski poduzetnik Bidzina Ivanišvili .

### Kazališna scena
U kazalištu postoje tri kazališne pozornice, glavna pozornica (oko 800 mjesta), mala scena (283 mjesta) i crno kazalište (182 mjesta) za posebne predstave. Kazalište je također dostupno za konferencije i događanja i ima veliku dvoranu, malu dvoranu i malo predvorje.

## Galerija
- Prva fotografija Kazališta Rustaveli
- Strop u rokoko stilu
- Sjedišta u glavnoj dvorani
- Dekorativni strop

## Vanjske poveznice
- Službena mrežna stranica
- Izvori na mrežnoj stranici Gruzijskog parlamenta  Arhivirana inačica izvorne stranice od 26. rujna 2011. (Wayback Machine)